# 阿克苏铸钱局

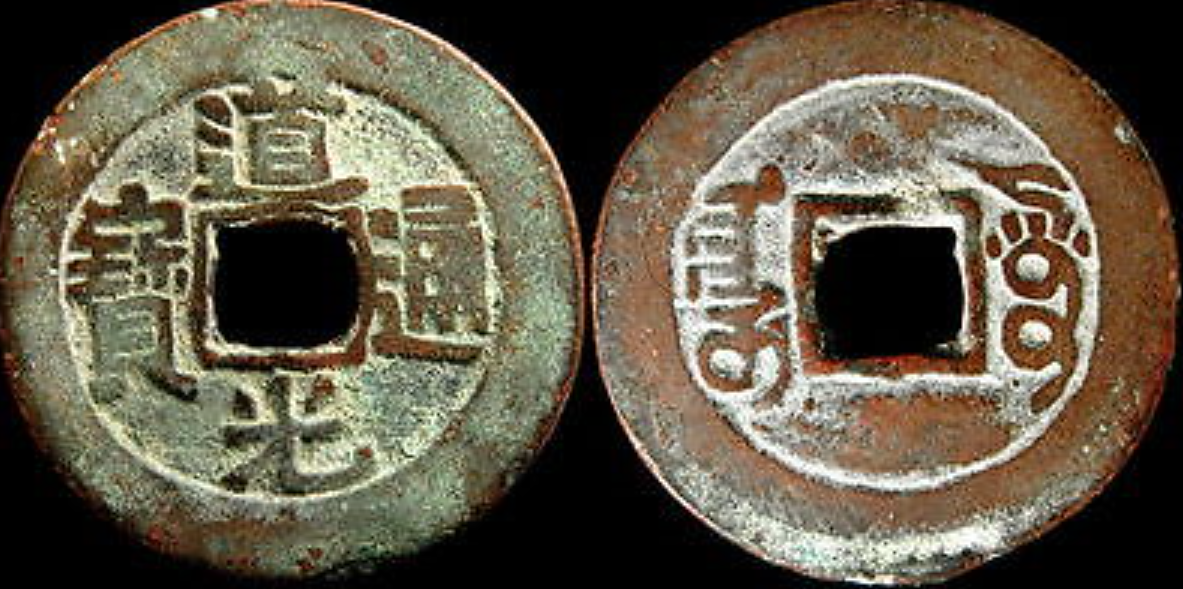
阿克苏局铸道光通宝钱

新疆各局位置

阿克苏铸钱局，通称阿克苏局，清朝在新疆阿克苏设立的铸钱局，为清朝在新疆设立的七个铸钱局之一。阿克苏局设于叶尔羌局设立后的第二年，即乾隆二十六年（1761年），是清政府在新疆设立的第二个铸钱局。
自1761年设立，直1892年停炉，阿克苏局前后历时约有131年，正式铸钱约有83年。先后铸有乾隆、嘉庆、道光、咸丰、同治、光绪等六个年号钱。为南疆各铸钱局中规模最大、铸期最长、年号最全、铸钱最多的钱局。

## 历史
阿克苏地区富产铜矿，乾隆二十五年（1760年），在当地士绅的要求下，参赞大臣舒赫德奏请在阿克苏开设铸钱局，获得乾隆皇帝批准。阿克苏局主要负责阿克苏、乌什、库车、喀喇沙尔、赛里木、拜城等七城所用钱文的铸造。铸钱所需铜料以各城回民缴纳额铜、本城伯克交纳贡铜及官采铜斤开铸等三种途径解决。阿克苏局在铸钱式样上与叶尔羌局相仿，技术及工匠上由宝陕局提供支持的。1761年，阿克苏局正式设立，开始铸造“乾隆通宝”红钱。
乾隆三十一年（1766年），由于上一年镇压乌什回乱之后，乌什成为南疆的政治军事中心，阿克苏局迁往乌什，乌什局宣告成立，阿克苏局议停。
嘉庆三年（1798年），乌什的军事政治重要性已经下降，鉴于其地处偏僻、交通不便且不产铜矿等不利因素和政治需求的变化，在参赞大臣长麟奏请后，钱局于次年（1799年）回迁阿克苏，阿克苏始铸嘉庆钱，但由于乾隆帝曾下令新疆各铸钱局“（乾隆通宝应）永远恪守，不必改毁另铸”，因此嘉庆朝新疆各钱局所铸红钱仅八成为本朝的“嘉庆通宝”，另两成为后铸“乾隆通宝”，以示对先皇遗训的尊重。
道光七年（1827年）二月，阿克苏局曾铸圆形方孔银钱，正面为“道光通宝”，背穿左右为满、察合台文“阿克苏”。重一钱，抵红钱十六文。仅用一年，就不流通了。道光八年（1828年），为平定张格尔叛乱，大军云集阿克苏造成钱荒，经道光皇帝批准开铸“八年五”、“八年十”钱，此为后来咸丰朝广铸大钱的先声。
咸丰三年（1853年），阿克苏局在原来六座炉的基础上在加炉两座，以赶铸大钱，所铸大钱有“当五”、“当十”、“当五十”、“当百”等面值。咸丰五年（1855年），停铸大钱，只保留“当十”一种大钱及一文小平红钱。
同治元年至三年（1862年-1864年），铸“当五”、“当十”两种钱币。同治四年（1865年），因库车回变及阿古柏入侵，阿克苏局被迫停铸。
库车回变期间，叛乱者以库车为中心成立了一个割据政权，其首领为库车维吾尔族阿訇热西丁，热西丁自称“汗和卓”，曾沿用清政府的设备和技术在库车和阿克苏仿库车局折二红钱铸行了带有其名号的圆形方孔察合台文红钱。
光绪三年（1877年）年底，清军收复新疆。光绪四年（1878年）九月，阿克苏局恢复铸钱，八炉全部开工。光绪九年（1883年），铸局改归道署专办，不久停铸。光绪十二年（1886年），再次恢复铸钱。光绪十五年（1889年）春，将铸局移至新城西门外，就老营房现成房屋修葺，以资鼓铸。光绪十八年（1892年），阿克苏局停炉移设库车厅鼓铸，自此，阿克苏局再未恢复铸钱。
自设立到最终停炉，阿克苏局前后历时约有131年，正式铸钱约有83年。先后铸有乾隆、嘉庆、道光、咸丰、同治、光绪等六个年号钱。为南疆各铸钱局中规模最大、铸期最长、年号最全、铸钱最多的钱局。

## 钱币版别
| 正面钱文                         | 版别                     | 相同点                                                                                           | 版别特点                                       | 正面图片 | 背面图片 |
| -------------------------------- | ------------------------ | ------------------------------------------------------------------------------------------------ | ---------------------------------------------- | -------- | -------- |
| 乾隆通宝                         | 方头通（当朝铸）         | 铜质纯净，钱体厚重，文字工整。背穿左满文“阿克苏”，穿右察合台文“阿克苏”。                         | 钱文“乾隆通宝”中“通”字右上角为方形“コ”。       |          |          |
| 乾隆通宝                         | 角头通（当朝铸）         | 铜质纯净，钱体厚重，文字工整。背穿左满文“阿克苏”，穿右察合台文“阿克苏”。                         | 钱文“乾隆通宝”中“通”字右上角为角形“マ”。       |          |          |
| 乾隆通宝                         | ？？                     |                                                                                                  |                                                |          |          |
| 乾隆通宝                         | 穿上大圈文               | 后铸“乾隆通宝”钱体较当朝铸的要薄一些，背穿左满文ᠠᡴᠰᡠ（“阿克苏”），穿右察合台文اقسو‬（“阿克苏”）。 | 背穿上方有“〇”                                 |          |          |
| 乾隆通宝                         | 阿十                     | 后铸“乾隆通宝”钱体较当朝铸的要薄一些，背穿左满文ᠠᡴᠰᡠ（“阿克苏”），穿右察合台文اقسو‬（“阿克苏”）。 | 背穿上汉字“阿”，穿下汉字“十”                   |          |          |
| 乾隆通宝                         | 当十                     | 后铸“乾隆通宝”钱体较当朝铸的要薄一些，背穿左满文ᠠᡴᠰᡠ（“阿克苏”），穿右察合台文اقسو‬（“阿克苏”）。 | 背面另有“當十”二字                             |          |          |
| 乾隆通宝                         | 穿上九                   | 后铸“乾隆通宝”钱体较当朝铸的要薄一些，背穿左满文ᠠᡴᠰᡠ（“阿克苏”），穿右察合台文اقسو‬（“阿克苏”）。 | 背穿上汉字“九”                                 |          |          |
| 嘉庆通宝                         | 小吉                     | 背穿左右分别为满、察合台文“阿克苏”。                                                             | “嘉”字的“吉”较小                               |          |          |
| 嘉庆通宝                         | 大吉                     | 背穿左右分别为满、察合台文“阿克苏”。                                                             | “嘉”字的“吉”较大                               |          |          |
| 道光通宝                         | 银币                     | 背穿左右分别为满、察合台文“阿克苏”。                                                             | 材质为银                                       |          |          |
| 道光通宝                         | 八年五                   | 背穿左右分别为满、察合台文“阿克苏”。                                                             | 背穿上有汉字“八年”，穿下有汉字“五”             |          |          |
| 道光通宝                         | 八年十                   | 背穿左右分别为满、察合台文“阿克苏”。                                                             | 背穿上有汉字“八年”，穿下有汉字“十”             |          |          |
| 道光通宝                         | 阿十                     | 背穿左右分别为满、察合台文“阿克苏”。                                                             | 背穿上汉字“阿”，穿下汉字“十”                   |          |          |
| 咸丰通宝、 咸丰重宝、 咸丰元宝   | 咸丰通宝“当五”           | 正面有汉字“嘉庆通宝”，背穿左右分别为满、察合台文“阿克苏”                                         | 背穿上下为汉字“當”和“五”                       |          |          |
| 咸丰通宝、 咸丰重宝、 咸丰元宝   | 咸丰通宝“当十”           | 正面有汉字“嘉庆通宝”，背穿左右分别为满、察合台文“阿克苏”                                         | 背穿上下为汉字“當”和“十”                       |          |          |
| 咸丰通宝、 咸丰重宝、 咸丰元宝   | 咸丰重宝“当五十”         | 正面有汉字“嘉庆通宝”，背穿左右分别为满、察合台文“阿克苏”，穿上下为汉字“当”和“五十”               |                                                |          |          |
| 咸丰通宝、 咸丰重宝、 咸丰元宝   | 咸丰重宝“当五十”（大样） | 正面有汉字“嘉庆通宝”，背穿左右分别为满、察合台文“阿克苏”，穿上下为汉字“当”和“五十”               |                                                |          |          |
| 咸丰通宝、 咸丰重宝、 咸丰元宝   | 咸丰元宝“当百”           | 背穿左右分别为满、察合台文“阿克苏”                                                               | 正面有汉字“咸丰元宝”，背穿上下为汉字“当”和“百” |          |          |
| 同治通宝                         | 当五                     | 背穿左右分别为满、察合台文“阿克苏”                                                               | 背穿上下为汉字“當”和“五”                       |          |          |
| 同治通宝                         | 当十                     | 背穿左右分别为满、察合台文“阿克苏”                                                               | 背穿上下为汉字“當”和“十”                       |          |          |
| “赛义德哈孜热西丁汗”（察合台文） | 热西丁红钱               | 背面为察合台文“铸于圣城阿克苏”                                                                   | 背面为察合台文“铸于圣城阿克苏”                 |          |          |
| 光绪通宝                         | 有圈                     | 背穿左右分别为满、察合台文“阿克苏”，穿上为汉字“阿”，穿下为“十”                                   | 穿右察合台文下有圈                             |          |          |
| 光绪通宝                         | ？？                     | 背穿左右分别为满、察合台文“阿克苏”，穿上为汉字“阿”，穿下为“十”                                   |                                                |          |          |
| 光绪通宝                         | ？？                     | 背穿左右分别为满、察合台文“阿克苏”，穿上为汉字“阿”，穿下为“十”                                   |                                                |          |          |